# Veronica biloba
Veronica biloba là một loài thực vật có hoa trong họ Mã đề. Loài này được L. miêu tả khoa học đầu tiên năm 1771.

## Hình ảnh

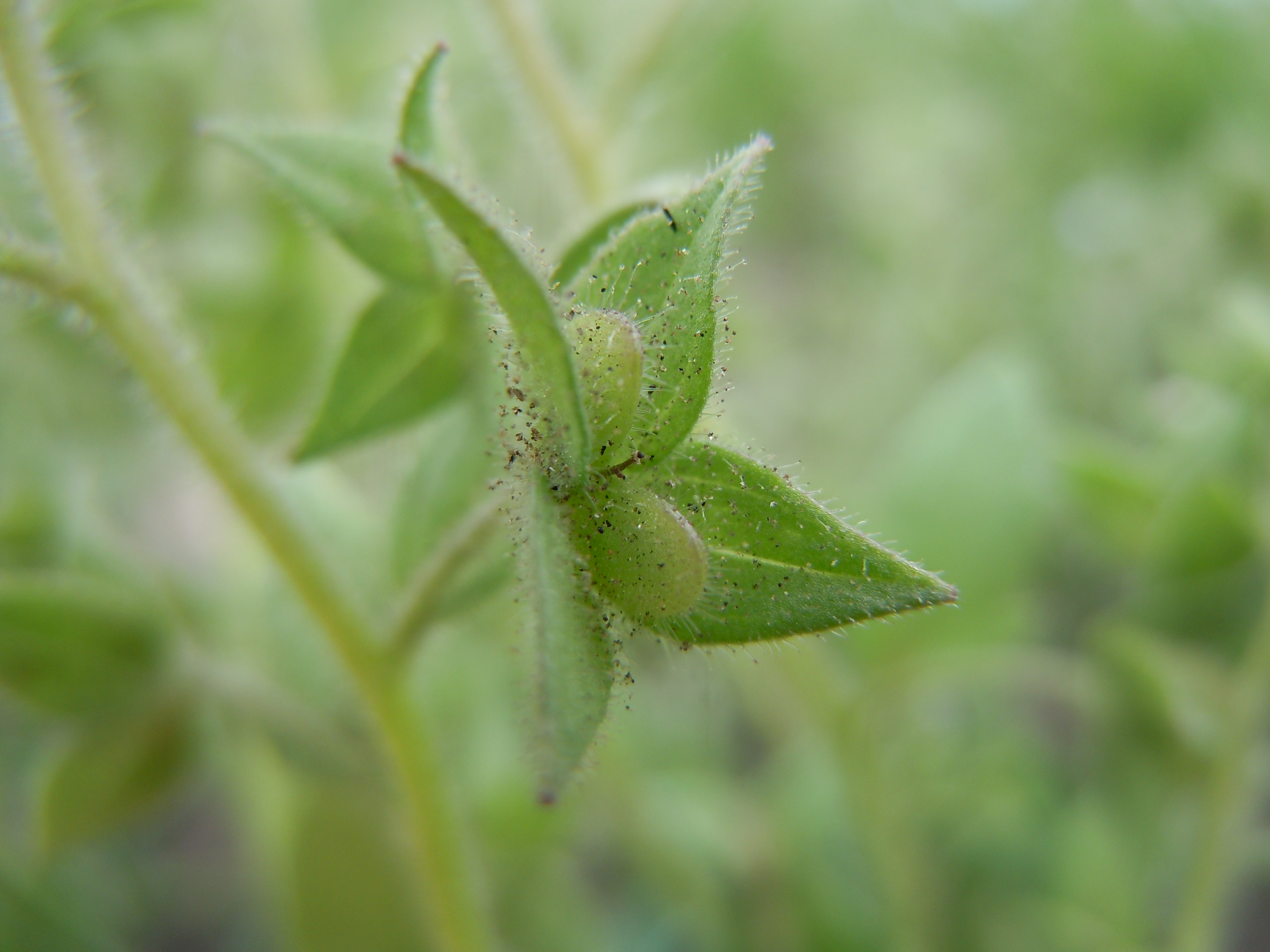
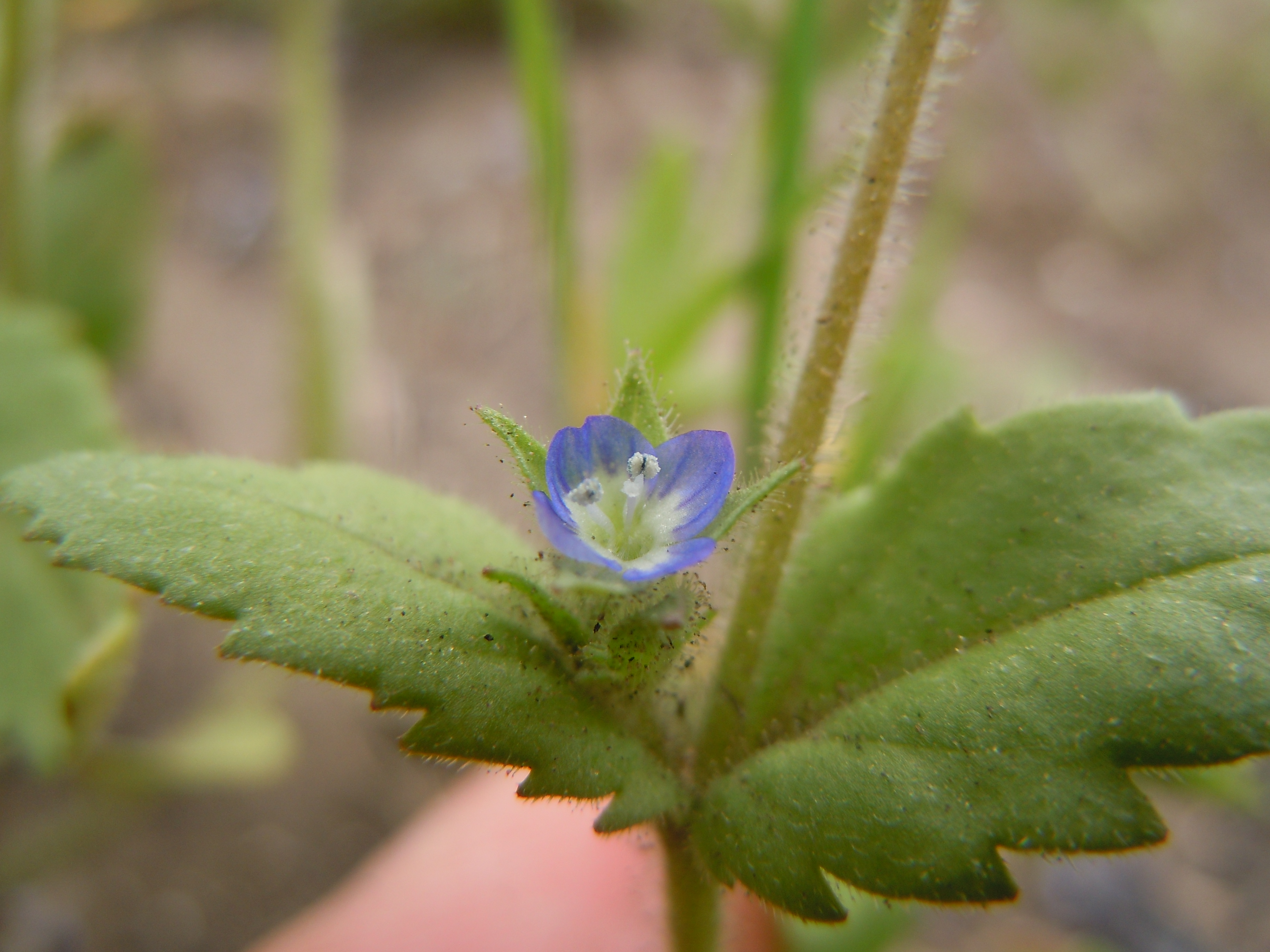
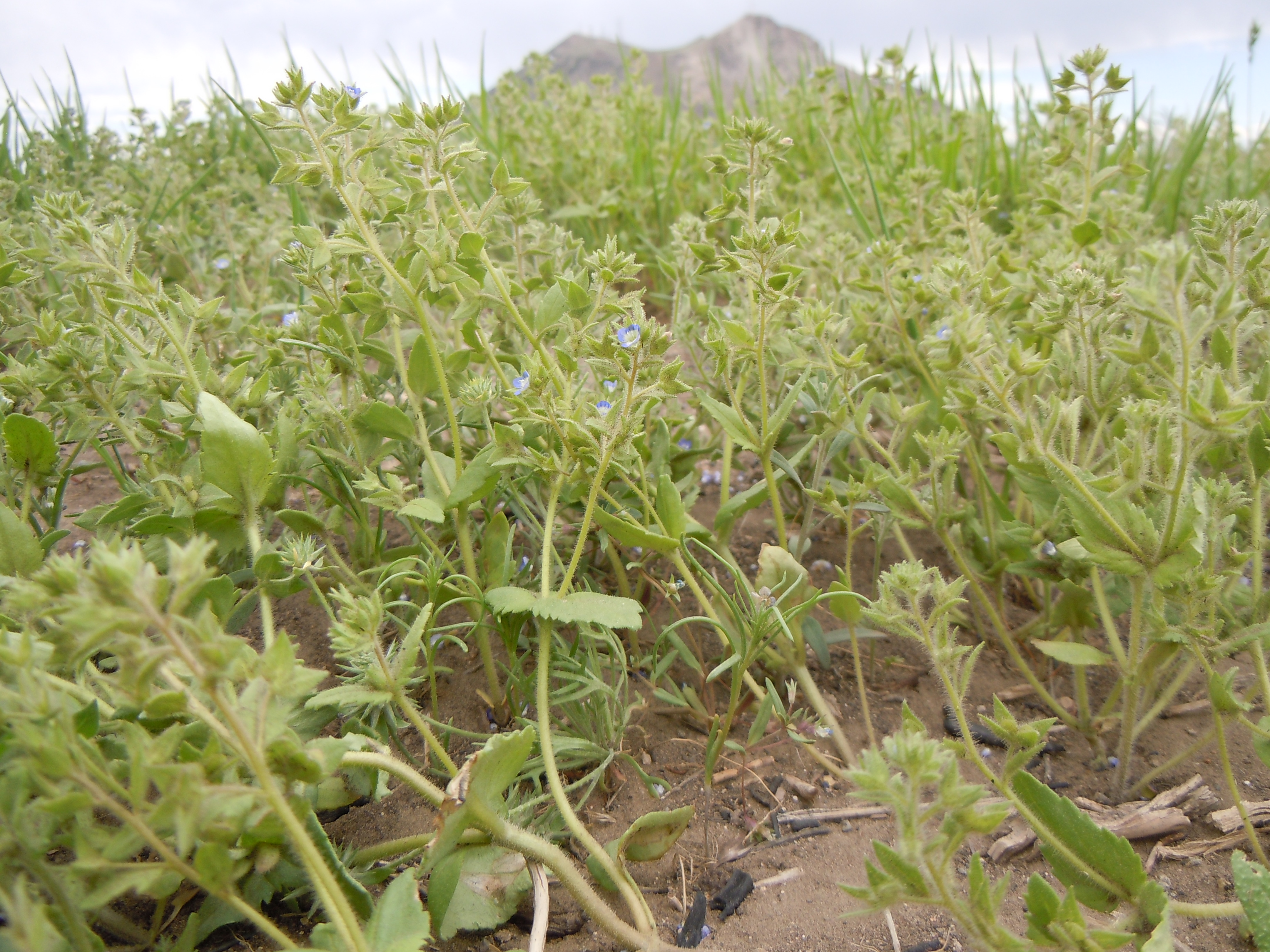